# Albus Dumbledore
O Prof. Albus Percival Wulfric Brian Dumbledore (ou simplesmente Albus Dumbledore - no Brasil: Alvo Percival Wulfrico Brian Dumbledore ou simplesmente Alvo Dumbledore) é um personagem fictício da série Harry Potter, de J. K. Rowling. Durante a maior parte da série, ele é o diretor da escola de magia Hogwarts. Como parte de sua história, é revelado que ele é o fundador e líder da Ordem da Fênix, uma organização dedicada a combater Lord Voldemort, o principal antagonista da série.
Dumbledore foi interpretado por Richard Harris nas adaptações cinematográficas de Harry Potter and the Philosopher's Stone (2001) e Harry Potter and the Chamber of Secrets (2002). Após a morte de Harris em outubro de 2002, Michael Gambon interpretou Dumbledore nos seis filmes restantes de Harry Potter, de 2004 a 2011. Jude Law retratou Dumbledore como um homem de meia-idade nos filmes anteriores a Fantastic Beasts: The Crimes of Grindelwald (2018) e Fantastic Beasts: The Secrets of Dumbledore (2022).
Rowling declarou que escolheu o nome Dumbledore, que é uma palavra dialetal para "bumblebee" (um tipo de abelha, em inglês), devido ao amor de Dumbledore pela música: ela o imaginou andando por aí "cantarolando muito para si mesmo".

## Desenvolvimento do personagem
Rowling disse que gostou de escrever Dumbledore porque ele "é o epítome da bondade". Ela disse que Dumbledore fala por ela, pois ele "sabe praticamente tudo" sobre o universo de Harry Potter. Rowling mencionou que Dumbledore lamenta "que ele sempre teve que ser aquele que sabia e que tinha o ônus de saber. E ele preferia não saber." Como mentor do personagem central Harry Potter, "Dumbledore é um homem muito sábio que sabe que Harry terá que aprender algumas lições difíceis para prepará-lo para o que pode estar por vir em sua vida. Ele permite que Harry se envolva naquilo que não permitiria que outro aluno fizesse e também permite, sem querer, que Harry enfrente coisas das quais preferiria protegê-lo." Em uma entrevista em 1999, Rowling declarou que imaginava Dumbledore "mais como um tipo de John Gielgud, sabe, bastante idoso e - e bastante imponente." Durante seu tempo de estudante, Dumbledore estava na Casa de Grifinória (Gryffindor). Rowling disse em uma entrevista que Dumbledore tinha cerca de 150 anos de idade. No entanto, em seu site, ela afirma que Dumbledore nasceu em 1881, o que faz com que ele tivesse 115 ou 116 anos na época de sua morte.
Em 19 de outubro de 2007, Rowling foi questionada por um jovem fã se Dumbledore encontraria o "amor verdadeiro". Rowling disse que sempre pensou em Dumbledore como homossexual e que ele havia se apaixonado pelo bruxo corrupto Gellert Grindelwald, o que foi a "grande tragédia" de Dumbledore; Rowling não declarou explicitamente se Grindelwald retribuiu sua afeição. Rowling explica isso mais detalhadamente ao elaborar as motivações por trás do flerte de Dumbledore com a ideia de dominação dos bruxos sobre os trouxas (muggles): "Ele perdeu completamente sua bússola moral quando se apaixonou e acho que, posteriormente, passou a desconfiar muito de seu próprio julgamento nessas questões, tornando-se bastante assexuado. Levou uma vida celibatária e livresca."

## Aparições

### Harry Potter and the Philosopher's Stone
No capítulo de abertura do primeiro romance da série, Dumbledore chega ao número quatro, Privet Drive, em Little Whinging, Surrey. Quando o bruxo maligno Lord Voldemort mata os pais de Harry antes de ser reduzido a uma forma menor, Dumbledore decide colocar o agora órfão Harry na casa de Vernon e Petunia Dursley. Ele sabe que Harry estará protegido pela magia especial causada pelo sacrifício de sua mãe. Ele argumenta que eles são a única família que lhe resta, sendo Petunia Evans Dursley a tia de Harry, que aceita o sobrinho em sua casa. Essa antiga magia de amor vinculativo torna Voldemort incapaz de tocar em Harry. Dumbledore deixa Harry na porta da casa dos Dursley com uma carta explicando a situação. Ele parte com a frase final: "Boa sorte, Harry."
Quando Harry chega a Hogwarts dez anos depois, Dumbledore lhe conta sobre os segredos do Espelho de Ojesed, afirmando que, quando ele olha para ele, se vê "segurando um par de meias grossas de lã." Mais tarde, Harry lembra no livro final que essa foi provavelmente a única resposta desonesta que Dumbledore lhe deu. Ele também é responsável por, de alguma forma, encantar o Espelho de modo que ele esconda a Pedra Filosofal e apenas alguém que olhou para o Espelho e cujo desejo era "encontrar a Pedra... mas não usá-la". A pessoa certa a receberia, pois qualquer outra só se veria usando a Pedra devido à magia especial do Espelho. Ele é chamado ao Ministério da Magia por uma mensagem falsa na noite em que Harry, seus colegas de classe Ron Weasley e Hermione Granger e o professor de Hogwarts Quirinus Quirrell entram nas masmorras para recuperar a Pedra, mas percebe durante a viagem que ele é necessário em Hogwarts e retorna a tempo de resgatar Harry de Quirrell e Voldemort. Ele também tem uma conversa final com Harry após os eventos nas masmorras e lhe diz que ele é jovem demais para entender por que Voldemort está tentando matá-lo.

### Harry Potter and the Chamber of Secrets
No segundo romance, um Dumbledore mais jovem aparece em uma série de flashbacks, vistos por Harry em um diário que pertenceu a Tom Riddle, o aluno mais talentoso da história de Hogwarts - e o futuro Lord Voldemort. Por meio do diário, Harry vê a lembrança de Riddle de Dumbledore questionando-o sobre uma série de ataques a alunos nascidos em trouxas. No presente, Lucius Malfoy força os outros 11 governadores da escola a suspender Dumbledore do cargo de diretor após os ataques de um basilisco na escola quando a Câmara Secreta (Câmara dos Segredos) é aberta. Dumbledore é reintegrado quando os governadores descobrem que Ginny Weasley foi levada para a Câmara Secreta e descobre-se que Lucius coagiu os outros governadores a suspendê-lo.

### Harry Potter and the Prisoner of Azkaban
No início do terceiro romance, Dumbledore é forçado a aceitar Dementadores no terreno de sua escola para proteger seus alunos de Sirius Black, um suposto assassino e cúmplice de assassinato, que havia escapado de Azkaban. Após a invasão de Black em Hogwarts, Dumbledore dá ordens para fechar todas as entradas da escola e do terreno. Depois que Harry cai de sua vassoura durante uma partida de Quadribol (Quidditch) por causa dos Dementadores, Dumbledore fica estranhamente irritado com eles e usa sua varinha para fazer com que Harry levite em segurança até o chão. Mais tarde, no mesmo livro, Dumbledore sugere que Hermione use seu Vira-Tempo aprovado pelo Ministério para voltar três horas no tempo e salvar Bicuço (BuckbeaK), o hipogrifo, e Black de suas execuções injustas.

### Harry Potter and the Goblet of Fire
No quarto romance, Dumbledore apresenta o Torneio Tribruxo (Torneio dos Três Feiticeiros). Ele também atua como juiz durante todo o evento. Quando o nome de Harry sai do Cálice de Fogo, Dumbledore não se enfurece, mas permanece calmo, simplesmente perguntando a Harry se ele mesmo havia apresentado seu nome ou se havia pedido a um aluno mais velho que o apresentasse (embora na versão cinematográfica ele se enfureça a ponto de maltratar Harry). Quando Harry responde que não, ele acredita nele.
No final do livro, os temores de Dumbledore se concretizam quando Harry retorna de seu encontro com Voldemort segurando o cadáver de Cedric Diggory e quando Olho-Tonto-Moody (personificado por Barty Crouch Jr., por meio da Poção Polissuco) leva Harry para longe de Dumbledore e para seu escritório dentro do castelo. Dumbledore imediatamente fica desconfiado e vai direto para o escritório de Moody com Minerva McGonagall e Severus Snape para salvar Harry e interrogar Crouch. Depois disso, Dumbledore ouve o relato da testemunha ocular de Harry sobre o retorno de Voldemort. Harry, no entanto, acorda mais tarde e encontra o Ministro da Magia Cornelius Fudge na ala hospitalar discutindo com McGonagall e Dumbledore sobre a situação do retorno de Voldemort e as consequências que se seguiriam caso Fudge continuasse negando esse fato.

### Harry Potter and the Order of the Phoenix
No quinto livro, Dumbledore é destituído do título de Bruxo-Chefe do Wizengamot, votado para sair da presidência da Confederação Internacional de Magos e é quase destituído de sua Ordem de Merlin de Primeira Classe devido a seus discursos sobre o retorno de Voldemort, embora seja relatado que ele não se preocupa desde que não seja retirado das cartas do Sapo de Chocolate. Enquanto isso, o Ministério da Magia faz tudo o que pode para desacreditá-lo e a Harry, principalmente por meio do Profeta Diário. No início do livro, Dumbledore enfurece Fudge quando ele aparece na audiência de Harry com uma testemunha (Arabella Figg) para garantir que ele não seja expulso. Embora Harry se sinta melhor quando Dumbledore o ajuda, ele fica irritado a ponto de ficar com raiva pelo fato de o diretor se recusar a falar com ele ou mesmo olhar para ele.
Durante o ano seguinte em Hogwarts, o Ministério aprova o Decreto Educacional 22, permitindo que Fudge coloque Dolores Umbridge no cargo de professora de Defesa Contra as Artes das Trevas (depois que Dumbledore não conseguiu encontrar uma candidata adequada). Por meio dela, Fudge gradualmente ganha poder sobre Hogwarts e Dumbledore, que ele teme estar formando um exército de bruxos menores de idade para derrubar o Ministério. Umbridge proíbe a prática de defesa em suas aulas, forçando Harry, Ron e Hermione a formar a Armada (ou Exército) de Dumbledore (um grupo de defesa liderado por Harry) com outros amigos. Quando o Ministério descobre a A.D. (E.D.), Dumbledore, optando por aceitar a responsabilidade, afirma falsamente que a organização foi sua própria criação subversiva e permite que ele mesmo seja removido do cargo de diretor (pela segunda vez) em vez de permitir que Harry seja expulso.
Não se ouve falar de Dumbledore novamente no livro até que ele chega ao Departamento de Mistérios para ajudar a Ordem na batalha contra os seguidores de Voldemort, os Comensais da Morte. Ele subjuga todos os Comensais da Morte, com exceção de Bellatrix Lestrange, e os amarra com um Feitiço Anti-Aparatação para evitar que escapem por magia. Ele então salva Harry da maldição Avada Kedavra conjurada por Voldemort e se envolve em um duelo feroz com o Lorde das Trevas. Isso culmina com a tentativa de Voldemort de possuir Harry em uma tentativa de fazer com que Dumbledore mate o garoto. Voldemort é forçado a deixar o corpo de Harry e fugir com Lestrange após o fracasso desse ardil. Como vários funcionários do Ministério testemunharam o fim da batalha, Dumbledore é reintegrado como diretor e recupera todas as suas distinções. Perto do final do livro, Dumbledore explica a Harry que Voldemort o escolheu como seu igual e que um deve matar o outro no final, e confessa que sua grande afeição por Harry obscureceu seu julgamento.

### Harry Potter and the Half-Blood Prince

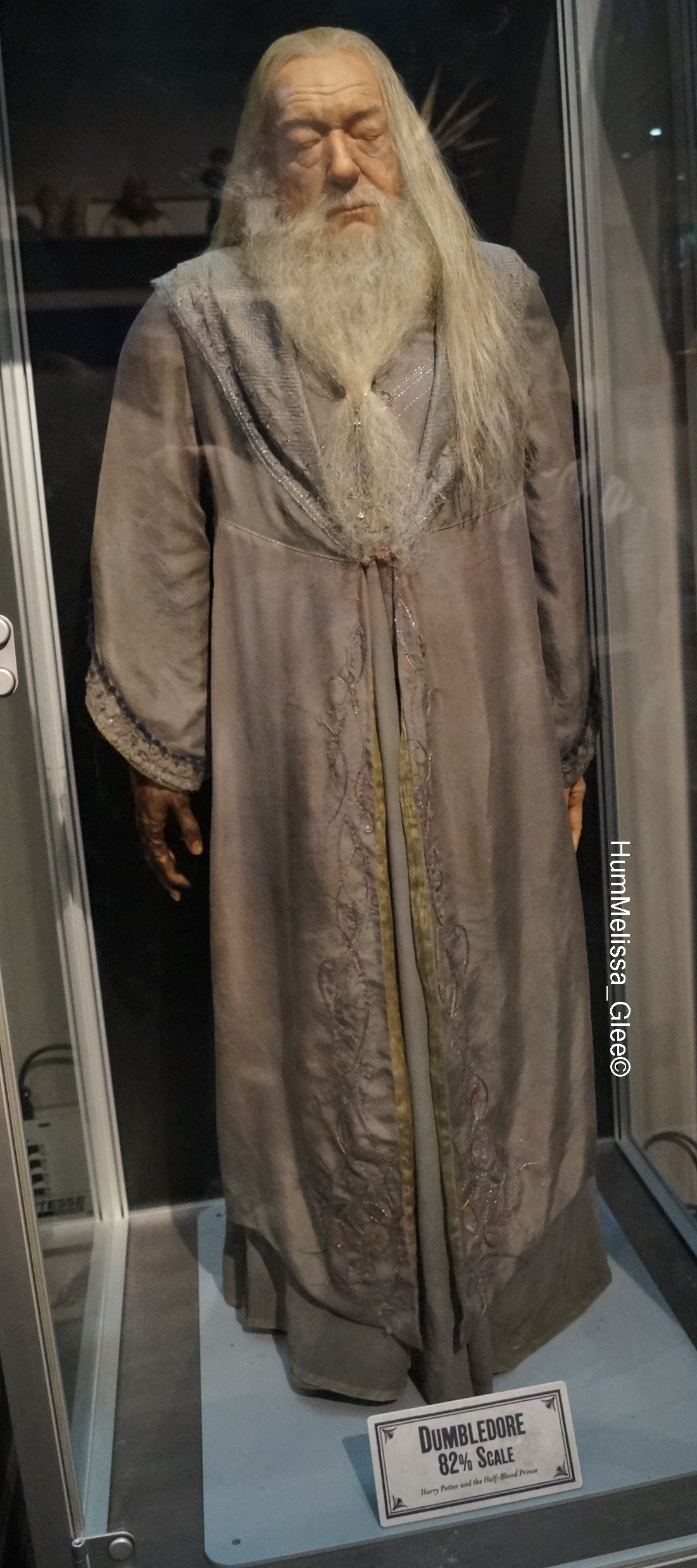
Mão direita de Dumbledore no filme The Half-Blood Prince.

No sexto livro, Dumbledore vai buscar Harry em Privet Drive e o leva para persuadir Horace Slughorn a voltar a fazer parte da equipe de Hogwarts. Harry percebe que a mão direita de Dumbledore está enrugada e preta. Durante o ano letivo, Dumbledore ensina a Harry os eventos do passado de Voldemort que ele considera de imensa importância. Usando a Penseira, eles visitam as memórias de outras pessoas, que contêm informações importantes sobre a vida de Voldemort e sua ascensão genocida ao poder. Ao usar a Penseira, Harry tem uma visão do primeiro encontro de Dumbledore com o jovem Tom Riddle; Dumbledore sabia desde o início que o garoto era perigoso, mas acreditava que Hogwarts o mudaria.
Fica-se sabendo que Voldemort criou seis horcruxes para ganhar a imortalidade e que todos eles devem ser destruídos antes que Harry vá atrás do último pedaço da alma de Voldemort no corpo do Lorde das Trevas. Harry também avisa repetidamente Dumbledore, na maioria de suas aulas, que Draco Malfoy está trabalhando para Voldemort. Dumbledore se recusa a tomar qualquer medida contra Draco e, em vez disso, diz a Harry que ele já sabe mais sobre o que está acontecendo do que Harry.
No final do livro, Dumbledore e Harry se dirigem à caverna onde Dumbledore acredita que se encontra uma horcrux. Na caverna, Dumbledore bebe uma poção dentro do recipiente da horcrux; enquanto a bebe, começa a gritar, parecendo sofrer tortura mental e ficar enfraquecido. Dumbledore começa a pedir água depois de terminar a poção, e Harry, percebendo que não tem outra escolha, mergulha o cálice no lago para lhe dar de beber. Quando ele faz isso, porém, todos os Inferi que residem no lago agarram Harry e tentam arrastá-lo para baixo e afogá-lo no lago. Dumbledore se recupera de repente, graças à água, e conjura um laço de fogo ao redor deles. Dumbledore pega a horcrux (um medalhão) e ambos saem da caverna e voltam para Hogsmeade. Quando retornam, Madame Rosmerta os informa que a Marca Negra foi conjurada sobre a Torre de Astronomia. Na torre, Dumbledore ordena a Harry que não interfira nos eventos que estão prestes a ocorrer ali e o coloca em uma maldição de amarração corporal sob sua capa de invisibilidade. Escondido, Harry não consegue intervir, pois Dumbledore (agora extremamente fraco) é desarmado por Draco. Dumbledore está conversando com Draco sobre a conspiração para matá-lo, quando vários outros Comensais da Morte entram na torre e tentam persuadir Draco a matar Dumbledore. Quando Draco hesita, Snape aparece e realiza a Maldição da Morte em Dumbledore, somente depois que Dumbledore implora a Snape dizendo: "Severus ... por favor...". Dumbledore morre nas dependências de Hogwarts.
Pouco depois de sua morte, o retrato de Dumbledore aparece magicamente na sala do diretor. Seu funeral conta com a presença de alunos, funcionários de Hogwarts, membros do Ministério da Magia, fantasmas, centauros, sereianos e outros que desejam prestar suas homenagens. Envolto em veludo púrpura, ele é sepultado em um sarcófago de mármore branco ao lado do lago em Hogwarts, e dizem que ele é o único diretor a ser enterrado no terreno da escola.

### Harry Potter and the Deathly Hallows
Rowling usou vários capítulos do sétimo livro para revelar dois detalhes importantes sobre Dumbledore: sua infância e sua morte. O livro apresenta seus pais, Percival e Kendra Dumbledore, bem como sua irmã mais nova, Ariana. Seu irmão, Aberforth Dumbledore, foi mencionado em livros anteriores. Aos seis anos de idade, Ariana foi atacada por três garotos trouxas que a viram fazendo magia. Devido a esse ataque, Ariana ficou gravemente traumatizada e nunca mais conseguiu controlar sua magia. Enfurecido, Percival atacou os garotos trouxas (matando-os na versão cinematográfica) e foi condenado à prisão perpétua em Azkaban. Depois disso, Kendra mudou sua família para o vilarejo de Godric's Hollow. Em uma de suas explosões, Ariana acidentalmente matou Kendra mais ou menos na época em que Albus concluiu seus estudos. Albus se tornou o chefe da família e foi forçado a permanecer em sua casa com a irmã enquanto Aberforth concluía seus estudos.

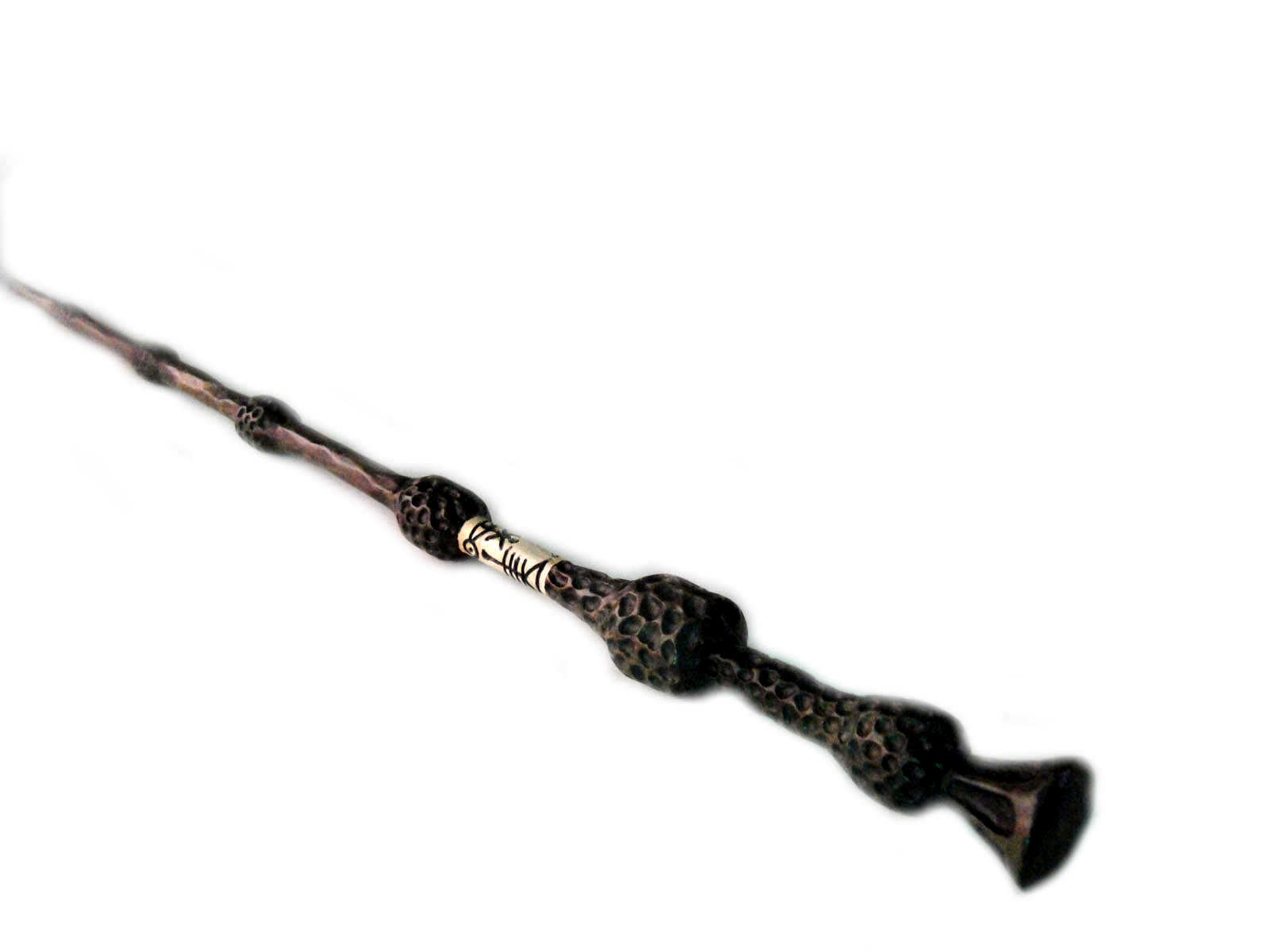
A Varinha das Varinhas, como reproduzida nos filmes de Harry Potter da Warner Bros.

Logo depois, o jovem Gellert Grindelwald chegou a Godric's Hollow para morar com sua tia-avó, Bathilda Bagshot, autora do livro História da Magia. Os dois jovens se afeiçoaram um ao outro imediatamente e, juntos, sonharam com um mundo governado por bruxos e não por trouxas, unindo as lendárias Relíquias (Talismãs) da Morte. Eles acreditavam que, se fossem forçados a destruir alguns no caminho, ainda assim seria "para o bem maior", e os sofrimentos e perdas seriam recompensados cem vezes mais no final. No entanto, esse cenário nunca aconteceria, pois uma discussão entre Albus, Aberforth e Grindelwald levou a um duelo que resultou na morte de Ariana. Pelo resto de sua vida, Albus se sentiu culpado, nunca tendo certeza se foi sua própria maldição ou a de outro que matou sua irmã. Grindelwald voltou para a casa de Bagshot e partiu para iniciar seu próprio governo, deixando o país horas depois. Como resultado de seus erros, Albus sentiu que não se podia confiar nele e, por isso, nunca aceitou o cargo de Ministro da Magia, apesar de ter sido oferecido várias vezes. Dumbledore retornou a Hogwarts como professor de Transfiguração e atuou no recrutamento de alunos para a escola.
Décadas mais tarde, em 1945, Dumbledore finalmente derrotou o agora bruxo das trevas Grindelwald, que havia se apossado da Varinha das Varinhas. A derrota de Grindelwald fez de Dumbledore o mestre da Varinha das Varinhas, que permaneceu sua até pouco antes de sua morte, quando Draco usou o Feitiço de Desarmamento nele.
Dumbledore tinha outra Relíquia sob sua guarda desde a morte de James Potter: a Capa da Invisibilidade, que ele havia pegado emprestada para examinar. Quando James morreu, Dumbledore guardou a capa e decidiu passá-la para Harry, filho de James.

## Retratação nos filmes
Nas adaptações cinematográficas de Philosopher's Stone (2001) e Chamber of Secrets (2002), Dumbledore foi interpretado por Richard Harris, que deveria interpretar o personagem durante toda a série. Harris não foi a primeira escolha do produtor, o estúdio inicialmente abordou Sean Connery e Patrick McGoohan para o papel. Connery, que não gostava do tema do filme, recusou o papel, enquanto McGoohan, que demonstrou interesse, se afastou devido ao declínio de sua saúde. Harris mencionou que originalmente não aceitaria o papel, pois sabia que sua própria saúde estava em declínio. Ele aceitou porque sua neta, então com 11 anos, ameaçou nunca mais falar com ele se ele não aceitasse. Harris estava determinado a interpretar Dumbledore novamente em Prisoner of Azkaban (2004), apesar de ter sido diagnosticado com linfoma de Hodgkin, e pediu a David Heyman que não reformulasse o papel. No entanto, sua morte em 25 de outubro de 2002 exigiu a reformulação.
Christopher Lee foi a escolha imediata do produtor para substituir Harris, mas conflitos de agenda devido aos compromissos de Lee como Saruman na trilogia O Senhor dos Anéis e Conde Dooku nas prequelas de Star Wars o forçaram a recusar. O papel também foi oferecido a Ian McKellen, mas ele recusou por ter interpretado o personagem similar Gandalf na trilogia O Senhor dos Anéis, além de achar que seria inapropriado assumir o papel de Harris, já que Harris havia chamado McKellen de ator "terrível". A família de Harris manifestou interesse em que Peter O'Toole fosse escolhido para substituí-lo. Harry Robinson, que dublou Harris nos dois primeiros filmes e que também emprestou sua voz no primeiro jogo eletrônico de Harry Potter, também foi considerado para o papel de Dumbledore.
Michael Gambon foi escalado como substituto de Harris quatro meses após sua morte. Gambon não estava preocupado em superar Harris e retratou o personagem à sua maneira, colocando um leve sotaque irlandês para o papel, além de completar suas cenas em três semanas. Gambon reprisou seu papel em todos os filmes restantes.
Toby Regbo foi escolhido para retratar Dumbledore em sua juventude em Deathly Hallows – Part 1 e Part 2, para cenas de flashbacks que fornecem informações essenciais sobre a história do personagem.
Jude Law interpretou o papel de um Dumbledore mais jovem nos filmes prequela, Fantastic Beasts: The Crimes of Grindelwald (2018) e Fantastic Beasts: The Secrets of Dumbledore (2022).

## Caracterização

### Aparência externa
Albus Dumbledore é alto e magro, com cabelos e barba prateados (ruivos na juventude) tão longos que podem encostar no cinto. Ele tem um nariz muito longo e torto que parece ter sido quebrado pelo menos duas vezes (especula-se que o soco de seu irmão durante o funeral da irmã pode ter contribuído para moldar seu nariz). Dizem também que ele tem dedos longos e habilidosos. Seus olhos são descritos como sendo de um tom de azul brilhante e penetrante, e geralmente brilham com bondade e malícia.
Dumbledore usa óculos de meia-lua e uma variedade colorida de vestes, que vão do roxo ao laranja brilhante. Certa vez, ele afirmou ter uma cicatriz acima do joelho esquerdo com o formato exato de um mapa do metrô de Londres, mas não se sabe se realmente tem. Seu comportamento é frequentemente - se não sempre - sereno e etéreo, e ele geralmente fala com uma voz calma e agradável, mesmo quando Harry acha que ele está realmente furioso.
Durante o último ano de sua vida, a mão direita de Dumbledore ficou marcada quando ele usa o Anel de Marvolo Gaunt, que foi amaldiçoado. Se Snape não tivesse intervindo com uma contra-maldição, Dumbledore teria morrido muito mais rapidamente. De qualquer forma, a maldição deixou sua mão enegrecida e com aparência de morta, e nenhuma cura poderia reparar a aparência. De acordo com Snape, a maldição acabaria se espalhando a partir da mão contida, e Dumbledore estava condenado a morrer em no máximo um ano. Não se sabe se isso significa que a aparência de morte e escurecimento se espalharia por todo o corpo.

### Personalidade
Considerado o mago mais poderoso do mundo, Dumbledore é benevolente e sábio, um bom mago no estilo de Merlin e exala uma aura de serenidade e compostura, raramente demonstrando emoções intensas de raiva ou medo. No entanto, apesar de sua natureza benigna, diz-se que Dumbledore é o único mago que Lord Voldemort realmente temeu. Dumbledore é muito excêntrico e até um pouco efeminado; ele gosta muito de padrões de tricô e frequentemente usa roupas extravagantes (em um momento, ele é visto usando um gorro florido). Ele também é conhecido por suas estranhas demonstrações de capricho; muitas vezes usa o humor para fazer com que as pessoas se sintam confortáveis em sua presença. Como um mago extremamente talentoso, Dumbledore apresenta vários exemplos de poderes extraordinários. Suas habilidades como mago são combinadas com um tipo de astúcia e sutileza mental que lhe permitiram compreender a natureza humana e transformar os melhores aspectos da humanidade (confiança, amor e amizade) em desvantagem para Voldemort, principalmente.
Mais do que qualquer outra coisa, Dumbledore tem uma profunda capacidade de amar, lembrando frequentemente a Harry que o amor era a maior magia de todas. Dumbledore acredita no bem de todos e insiste em dar segundas chances. O maior exemplo disso é o relacionamento de Dumbledore com Snape, em quem Dumbledore está disposto a depositar uma quantidade considerável de fé porque ele demonstrou remorso. Dumbledore é altamente perceptivo e emocionalmente inteligente; seu conhecimento da verdadeira personalidade de uma pessoa vai além de ser simplesmente um bom juiz de caráter. Isso nunca fica mais evidente do que em suas complexas percepções sobre a psique de Voldemort, que ele junta com Harry para deduzir onde as horcruxes de Voldemort estão escondidas.

A aparência de Dumbledore esconde um aspecto mais firme, como visto ao prender Barty Crouch Jr., que estava se disfarçando de Olho-Tonto-Moody:
"Naquele momento, Harry entendeu pela primeira vez por que as pessoas diziam que Dumbledore era o único mago que Voldemort temia. A expressão no rosto de Dumbledore era mais terrível do que Harry jamais poderia ter imaginado. Não havia um sorriso benigno no rosto de Dumbledore, nem um brilho nos olhos. Havia uma fúria fria em cada traço do rosto antigo; uma sensação de poder irradiava de Dumbledore como se ele estivesse emitindo calor ardente".
Entretanto, apesar das muitas qualidades extraordinárias de Dumbledore, ele é um personagem imperfeito. De acordo com Rowling, "Embora Dumbledore pareça ser tão benigno em seis livros, ele é, na verdade, uma figura bastante maquiavélica. Ele está mexendo muitos pauzinhos." Em uma entrevista de 2005, Rowling comentou: "O imenso poder cerebral não o protege de erros emocionais, e acho que Dumbledore realmente exemplifica isso." A maior falha de Dumbledore, que ele admite para Harry, é seu desejo de poder. Ele acaba descobrindo que as pessoas mais adequadas ao poder são aquelas que não o buscam. Quando ele e Grindelwald se encontram pela primeira vez, fazem planos para escravizar os trouxas e restabelecer os bruxos como governantes naturais do mundo. No entanto, Dumbledore fica desiludido com essa fantasia depois que sua irmã Ariana é morta durante um duelo entre ele, seu irmão Aberforth e Grindelwald.
Dumbledore é assombrado por sua triste história familiar. Em particular, ele está cheio de culpa pelas circunstâncias que envolveram a morte de sua irmã. Ele sente um enorme remorso por seu egoísmo ao se envolver nas circunstâncias que levaram à morte dela e é torturado pelo resto de sua vida pela possibilidade de ter sido ele quem lançou o feitiço que a matou. Quando olha para o Espelho de Ojesed, ele se vê redimido aos olhos de seu irmão e de toda a sua família viva e unida.

### Habilidades e capacidades mágicas
Desde muito jovem, Dumbledore sempre demonstrou grandes habilidades mágicas. Durante sua educação em Hogwarts, Dumbledore era conhecido como o aluno mais brilhante que já havia entrado na escola, ganhando "todos os prêmios de destaque que a escola oferecia" e, em seus N.I.E.M.s, "... fazia coisas com uma varinha que [o examinador] nunca tinha visto antes". Rowling disse que Dumbledore é principalmente autodidata, embora "tenha tido acesso a excelentes professores em Hogwarts" e, no que diz respeito à sua educação, "a família de Dumbledore seria uma linha de investigação proveitosa." Embora não seja vaidoso, Dumbledore também não exibe falsa modéstia, reconhecendo prontamente que é excepcionalmente inteligente e um mago excepcionalmente poderoso. Ele admite várias vezes a Harry, em seus encontros ocasionais no sexto livro, que comete erros e, como é mais inteligente do que a maioria dos homens, seus erros "tendem a ser correspondentemente maiores".
Dumbledore é especialista em feitiços não verbais e é famoso como alquimista, tendo trabalhado com Nicolas Flamel, o único fabricante conhecido da Pedra Filosofal, e é considerado o responsável pela descoberta dos doze usos do sangue de dragão. Seu Patrono tem a forma de uma fênix, um símbolo recorrente nos livros.
Seu conhecimento do tipo mais poderoso de magia, o amor, é extenso. Ele ensinou a Harry sobre sua própria essência e o poder inato de sua capacidade de amar seus pais, o que acabou ajudando Harry a realizar seu destino de matar Lord Voldemort.
Ele é conhecido por ser capaz de conjurar o fogo Gubraithiano (fogo mágico eterno). Ele afirma ser capaz de se tornar invisível sem usar uma capa de invisibilidade, o que é um poderoso Feitiço de Desilusão. Dumbledore também é hábil em Oclumência e Legilimência. Dumbledore também é um especialista em Transfiguração, tendo ensinado a matéria antes de se tornar diretor. Ele frequentemente cria objetos complexos, como sofás de cadeiras, do nada (ou de cadeiras menos confortáveis). Dumbledore também é proficiente em Encantamentos e Poções; de acordo com o obituário escrito por Elphias Doge, seus trabalhos foram publicados em revistas como Sucesso em Feitiços e O Preparador de Poções. Dumbledore é famoso por derrotar Grindelwald, que está em segundo lugar na lista dos Magos das Trevas Mais Perigosos de Todos os Tempos, atrás apenas do próprio Voldemort, em um "duelo espetacular de lendas", conseguindo fazê-lo apesar do fato de Grindelwald possuir a Varinha das Varinhas, que supostamente garante invencibilidade em duelos devido ao seu poder. Sua habilidade em duelos é demonstrada ainda mais quando ele calmamente enfrenta Voldemort no quinto livro, dominando-o e eventualmente forçando-o a possuir Harry para ser poupado da derrota total. (Sabe-se, em retrospecto, que Dumbledore possuía a Varinha das Varinhas quando duelou com Voldemort, tendo-a tomado de Grindelwald). Ao contrário da maioria dos magos, que emitem um som distinto de estalo quando aparecem, Dumbledore é capaz de aparecer silenciosamente; o único outro mago que demonstrou possuir essa habilidade foi Voldemort. Sabe-se que Dumbledore é capaz de entender a lingua dos sereianos, dos duendes e das serpentes.

### Patrimônio
O escritório de Dumbledore abriga "uma série de instrumentos [...] curiosos". Entre eles está uma Penseira, um receptáculo de pedra usado para armazenar e revisar memórias, que bruxos e magos conseguem extrair de suas cabeças como um tipo de fluido. Harry descobre esse dispositivo pela primeira vez em The Goblet of Fire, e ele é usado com frequência em cenas de flashback durante o restante da série. No primeiro capítulo de The Philosopher's Stone, Dumbledore é visto usando o Deluminador, um dispositivo para remover e depois devolver a luz, e para ser usado como um dispositivo de localização. É confirmado em The Deathly Hallows, quando o objeto é herdado por Ron, que o Deluminator foi projetado pelo próprio Dumbledore. Dumbledore é o possuidor e mestre da Varinha das Varinhas, um objeto extremamente poderoso, também conhecido como "Varinha do Destino" ou "Bastão da Morte", e uma das Relíquias da Morte. Ao contrário de muitos dos proprietários anteriores da varinha, Dumbledore mantém sua identidade em um segredo bem guardado. Ele também tem uma fênix de estimação chamada Fawkes. É revelado em The Philosopher's Stone pelo Sr. Ollivander que a varinha de Harry carrega uma pena de fênix como seu núcleo mágico e que essa fênix em particular só deu uma outra pena, a que estava na varinha de Voldemort e que deu a Harry sua cicatriz. Mais tarde, em The Goblet of Fire, é revelado que Fawkes era a fênix cujas penas fornecem o núcleo mágico das varinhas de Harry e Voldemort.

### Passado
Por meio de várias entrevistas e discussões sobre o personagem, Rowling estabeleceu que Albus Dumbledore nasceu em julho ou agosto de 1881, filho de Percival e Kendra Dumbledore. O personagem já havia feito referência a seu irmão Aberforth e, em Harry Potter and the Deathly Hallows, é revelado que Albus é três anos mais velho que Aberforth. O mesmo livro apresentou sua irmã Ariana que, aos seis anos de idade, sofre um ataque cruel de três jovens trouxas que a viram fazendo mágica. Assustados, eles primeiro tentam fazer com que ela repita o que viram e, quando ela não consegue recriar o que viu devido à sua pouca idade, eles tentam impedi-la de ser "diferente". O trauma grave do ataque deixa Ariana incapaz de atuar socialmente ou de realizar magia adequadamente novamente. Não é explicitamente declarado no romance qual foi a forma desse ataque, mas Percival recebe uma sentença de prisão perpétua em Azkaban por localizar e amaldiçoar os garotos que traumatizaram sua filha. Para evitar que ela seja internada no Hospital St. Mungo ou que machuque alguém acidentalmente com sua magia descontrolada, Kendra muda a família para Godric's Hollow e esconde a doença de Ariana. Seus vizinhos e conhecidos bruxos presumiram que Ariana era uma esquiva não mágica e que Kendra a estava escondendo por vergonha.
Quando Dumbledore e seu amigo Elphias Doge deixam Hogwarts aos 18 anos de idade, eles planejam fazer sua "então tradicional" turnê pelo mundo. Na véspera da viagem, porém, Ariana acidentalmente mata Kendra durante uma de suas explosões descontroladas de magia. Como os pais de Dumbledore estão ausentes (seu pai em Azkaban e sua mãe morta), ele se torna o chefe da família e passa a ter o dever de colocar comida na mesa, já que os infortúnios da família os deixaram pobres. Ele é forçado a permanecer em sua casa com Ariana enquanto Aberforth conclui seus estudos. Aberforth sabe do ressentimento do irmão e se oferece para cuidar de Ariana, alegando que ela o prefere a Albus, mas Albus se recusa, afirmando que é seu dever, como filho mais velho, cuidar da família.
Quando Gellert Grindelwald chega a Godric's Hollow, ele e Dumbledore se tornam amigos imediatos e os dois sonham com uma nova ordem mundial em que os bruxos governem os trouxas "para o bem maior". Dumbledore e Grindelwald sugerem que eles têm de deixar a casa de Dumbledore para levar seus planos adiante, mas Aberforth protestou contra isso, pois a condição de Ariana não permitiria que ela fosse transferida. A discussão que se seguiu entre Albus, Aberforth e Grindelwald se transformou em um duelo e, à medida que Ariana ficava mais e mais estimulada, ela foi pega no fogo cruzado e morta - embora nem Albus nem Aberforth tenham certeza se um deles ou Grindlewald causou sua morte. Atingido pela dor e pelo remorso, Dumbledore rompe definitivamente com Grindelwald. De acordo com o autor, como resultado disso, o Bicho-Papão de Dumbledore se torna o cadáver de Ariana. Em The Philosopher's Stone, ele também menciona a Harry que o desejo mais profundo de seu coração, revelado pelo Espelho de Ojesed, é ter um par de meias de lã, mas no sétimo romance, Harry percebe que ele e Dumbledore veem a mesma coisa no Espelho: suas famílias reunidas.

## Recepção
O personagem de Albus Dumbledore foi comparado a outros personagens arquetípicos de "velho sábio". Dumbledore age como Merlin, de The Sword in the Stone, à maneira de um "professor distraído"; tanto Merlin quanto Dumbledore educam o personagem principal de uma história em um castelo. Como observou a escritora Evelyn Perry, "Dumbledore se assemelha a Merlin tanto pessoal quanto fisicamente; ele é um ávido amante dos livros e da sabedoria que usa vestes esvoaçantes e uma longa barba branca." Dumbledore também foi comparado a Gandalf, de O Senhor dos Anéis, de J. R. R. Tolkien. Dave Kopel faz comparações entre a escrita de Rowling e O Peregrino, de John Bunyan, e afirma que, entre os símbolos cristãos que Rowling usou em seus livros, Dumbledore age como "o Deus Pai barbudo", figura na qual Harry deposita sua fé para ser salvo de Voldemort e seus servos. A IGN também listou Dumbledore como seu quinto personagem favorito de Harry Potter, dizendo que "para um personagem que foi introduzido na cultura popular há apenas doze anos, o fato de o Professor Dumbledore já ter conquistado seu lugar entre as grandes figuras mentoras da literatura e do cinema diz muito". Joe Utichi, da IGN, chamou Dumbledore de seu terceiro personagem favorito de Harry Potter, afirmando que a revelação de que ele não era tão "infalível" foi um dos temas mais dolorosos do último livro. O ator Michael Gambon recebeu algumas críticas por sua representação mais barulhenta e agressiva do personagem, que é retratado como tendo uma calma mais moderada e imperturbável nos livros. Isso foi atribuído à política de Gambon de não ler o material de origem do qual seus filmes são adaptados.
Como personagem principal da série, os principais fatos relacionados a Dumbledore geraram um grande número de ensaios e discussões. A morte de Dumbledore no final de Half-Blood Prince foi discutida por fãs e críticos. Um site chamado DumbledoreIsNotDead.com procurou entender os eventos do sexto livro de uma maneira diferente e forneceu argumentos para afirmar que o personagem não morreu de verdade. No entanto, Rowling confirmou em 2 de agosto de 2006 que Dumbledore estava, de fato, morto, desculpando-se com humor com o site ao fazê-lo. Junto com DumbledoreIsNotDead.com, uma coleção de ensaios, Who Killed Albus Dumbledore?, What Really Happened in Harry Potter and the Half-Blood Prince?, Six Expert Harry Potter Detectives Examine the Evidence, foi publicada pela Zossima Press em novembro de 2006. Na Mega Enquete Harry Potter do NextMovie.com, a morte de Dumbledore foi votada como o momento mais inesquecível de toda a série.
Na entrevista do DVD de The Chamber of Secrets, o roteirista Steve Kloves declarou que considera Dumbledore um personagem fascinante por causa da sabedoria que ele proporciona, mas ele sente que "Dumbledore carrega um enorme fardo sombrio, e ele conhece segredos e eu acho que, de muitas maneiras, ele carrega o peso do futuro do mundo dos bruxos" e a "única maneira que ele pode manter isso à distância, a escuridão, é ser caprichoso e bem-humorado".

### Sexualidade
Em outubro de 2007, enquanto respondia a perguntas de leitores durante uma leitura do livro no Carnegie Hall, Rowling foi questionada se Dumbledore já havia se apaixonado e respondeu: "Sempre achei que Dumbledore fosse gay", discutindo pela primeira vez seu relacionamento romântico com Gellert Grindelwald e descrevendo-o como uma "grande tragédia". Ela também elaborou que havia informado o diretor de Harry Potter and the Half-Blood Prince, David Yates, sobre esse fato por meio de uma nota em um rascunho inicial do roteiro, na qual ela riscou uma seção em que Dumbledore descrevia uma atração juvenil por uma mulher e escreveu "Dumbledore é gay". Mais tarde, Yates declarou que havia sido informado ainda antes, durante a produção do quinto filme, dizendo que, durante a leitura do próximo filme, "Jo se inclinou para mim e disse: 'Você sabe que Dumbledore é gay, não sabe, David? E eu pensei: 'Uau, isso é muito legal'.
A revelação da sexualidade de Dumbledore, feita após a publicação do último livro, foi notícia internacional, assim como as reações de outros fãs de Harry Potter. Melissa Anelli, webmaster do site de fãs The Leaky Cauldron, disse à The Associated Press: "J. K. Rowling chamar qualquer personagem de Harry Potter de gay daria um grande passo na tolerância em relação à homossexualidade. ... Ao dublar alguém tão respeitado, tão talentoso e tão gentil como alguém que, por acaso, também é homossexual, ela está reforçando a ideia de que a homossexualidade de uma pessoa não é algo de que ela deva se envergonhar." As reações de apoio na época incluíram Mark Harris, da Entertainment Weekly, que disse que "a escolha dela de tornar gay um professor-mentor amado em um mundo em que os professores gays ainda são rotineiramente difamados como influências malignas não foi, tenho certeza, um acidente." As estrelas e o diretor dos filmes de Harry Potter também apoiaram a revelação de Rowling, com o ator Daniel Radcliffe dizendo que o ator de Dumbledore, Michael Gambon, estava ""realmente se divertindo nas últimas três semanas, desde que descobriu". As reações das organizações ativistas também foram amplamente positivas. Um porta-voz da Stonewall elogiou Rowling, dizendo: "É ótimo que JK tenha dito isso. Isso mostra que não há limites para o que gays e lésbicas podem fazer, até mesmo ser um diretor bruxo."
Alguns críticos discutiram as implicações dessa declaração, observando que essa foi a primeira vez que foram feitas revelações públicas sobre sua sexualidade e que os livros já haviam sido concluídos nesse momento. Em avaliações mais negativas de fora da comunidade gay, o colunista do The New York Times, Edward Rothstein, disse que "a Sra. Rowling pode pensar em Dumbledore como gay"; no entanto, "não há razão para que qualquer outra pessoa o faça". O jornal estudantil da Universidade Estadual de East Tennessee acusou Rowling de mentir, dizendo que sua resposta foi um golpe publicitário.
A Slate citou um participante da palestra sobre o livro que disse: "Ficou claro que JKR não planejava revelar Dumbledore. Ela apenas se preocupa em ser fiel a seus leitores." Mike Thomas, do Orlando Sentinel, disse que, após reflexão, Dumbledore era gay desde o início e que isso explicava perfeitamente o comportamento de seu personagem e seu relacionamento com Grindelwald. Thomas observou a habilidade que Rowling demonstrou ao escrever um personagem gay "sem ter que colocar um rótulo gay nele".
As reações de ativistas gays proeminentes e personalidades da mídia foram mistas. O ativista dos direitos dos homossexuais Peter Tatchell declarou que "é bom que a literatura infantil inclua a realidade dos homossexuais, já que existimos em todas as sociedades. Mas estou desapontado com o fato de ela não ter explicitado a sexualidade de Dumbledore no livro Harry Potter. Torná-la óbvia teria transmitido uma mensagem muito mais poderosa de compreensão e aceitação." Referindo-se à declaração de Tatchell, James Ball escreveu em um editorial para o The Guardian que "Mostrar o respeitado, heroico e amado Albus Dumbledore como um personagem gay plenamente realizado - cuja sexualidade era meramente incidental para suas realizações - teria proporcionado um modelo fictício como nenhum outro. Com o bullying homofóbico ainda sendo um problema tão significativo nas escolas, essa é uma oportunidade perdida com um verdadeiro golpe de misericórdia." Escrevendo para a Time, John Cloud argumentou que o silêncio de Dumbledore nos livros sobre sua identidade equivale a ele ter vergonha de sua sexualidade: "Por que ele não podia nos contar? Os livros de Potter somam mais de 800.000 palavras antes da morte de Dumbledore em Harry Potter and the Half-Blood Prince, mas Rowling não conseguiu poupar duas dessas palavras para ajudar a definir a identidade emocional de um personagem central: 'Eu sou gay'. Só podemos concluir que Dumbledore via sua homossexualidade como algo vergonhoso. Seu silêncio sugere uma falta de integridade pessoal que está completamente fora de seu caráter."

#### Acusações dequeerbaiting
Avaliações posteriores sobre a sexualidade de Dumbledore começaram a apontar que, apesar da mídia lançada após a revelação de J.K. Rowling sobre a sexualidade de Dumbledore, o personagem nunca foi mostrado em filmes, livros ou peças de teatro subsequentes como tendo tido relacionamentos com homens ou que seu relacionamento com Grindelwald fosse referenciado como romântico até o lançamento em 2022 do terceiro filme da série de filmes prequela Fantastic Beasts. Em um artigo de 2014 que falava sobre a tendência de Rowling de essencialmente revisar elementos de seus livros há muito concluídos por meio de tweets e entrevistas, Michelle Smith observou a crescente insatisfação com o fato de Rowling só declarar os personagens como diversos em termos de raça, religião ou sexualidade após o fato. Observando o princípio da Morte do Autor, ela acrescentou: "Se não fosse possível para os leitores detectarem que um personagem era gay ou judeu, então como eles poderiam ser considerados sinais positivos de aumento da representação e inclusão de grupos minoritários na cultura popular?"
A partir do lançamento de Harry Potter and the Cursed Child em 2016 e do lançamento da série canônica de filmes prequela de Fantastic Beasts, uma nova atenção foi dada à representação da franquia de personagens e temas LGBT, inclusive Dumbledore. No início de 2016, reclamações sobre queerbaiting em Harry Potter and the Cursed Child em relação a dois de seus protagonistas também levaram a uma reavaliação semelhante da representação de Dumbledore até aquele momento. Escrevendo para a Vox em setembro de 2016, Aja Romano discutiu essas críticas específicas a Dumbledore em uma seção intitulada "Dumbledore and the curse of offscreen homosexuality", observando que "ao revelá-lo após sua morte, Rowling efetivamente colocou Dumbledore dentro do antigo, problemático tropo dos "gays mortos", em vez de mostrá-lo vivendo sua identidade gay - ou, melhor ainda, dando às crianças exemplos de personagens gays da idade de Harry com os quais elas poderiam se relacionar mais efetivamente do que um diretor de escola de 150 anos que adora meias". Em resposta a uma pergunta durante o lançamento do primeiro filme de Fantastic Beasts em 2016, Rowling respondeu: "No que diz respeito à sexualidade dele, fique atento a este espaço."
Na preparação para o lançamento do segundo filme de Fantastic Beasts em 2018, que contaria com o retorno de Dumbledore e Grindelwald durante o período posterior ao relacionamento deles, os comentários de Yates em uma entrevista à Entertainment Weekly causaram mais polêmica. Quando perguntado se os filmes retratariam Dumbledore como gay ou mostrariam ou discutiriam seu relacionamento romântico com Grindelwald, Yates disse: "Não explicitamente", afirmando posteriormente que "acho que todos os fãs estão cientes disso". As resenhas do filme finalizado ecoaram a controvérsia novamente, com Delia Harrington, da Den of Geek, discutindo como o produto final parecia se esforçar para codificar Dumbledore como heterossexual e usou a introdução do juramento do pacto de sangue para reduzir sua relutância em matar Grindelwald de "um obstáculo emocional a ser superado para a questão de um mero MacGuffin físico a ser adquirido". Harrington continuou: "É profundamente frustrante que J.K. Rowling tenha se esforçado para revelar a sexualidade de Dumbledore somente depois de terminar de escrever os livros e, em seguida, o tenha fechado novamente quando escreveu o roteiro dos filmes sobre esse exato momento da vida dele." Escrevendo para o The Washington Post após o lançamento do filme em Blu-ray, no qual tanto Rowling quanto Yates novamente se esforçaram para apenas sugerir a sexualidade de Dumbledore, sendo muito vagos ao descrevê-la, Richard Morgan citou o produtor do podcast Nancy, Matt Collette, que discutiu o assunto em um episódio de 2017. "De todos os muitos elogios de J.K. Rowling, há um que considero particularmente digno de nota: queerbaiter. Esse é um escritor que coloca uma linha de história queer apenas o suficiente para apaziguar os fãs que gostariam de ter uma, mas não tanto a ponto de ofender alguém que não gosta de gays."
O terceiro filme da série, Fantastic Beasts: The Secrets of Dumbledore, de 2022, finalmente faria com que Dumbledore se referisse explicitamente ao fato de estar "apaixonado" por Grindelwald e contasse a outros personagens sobre o relacionamento romântico deles em termos claros, embora algumas fontes tenham observado que as falas correspondem a apenas seis segundos de diálogo. "Depois que surgiram notícias de que a Warner Bros. havia cortado essas falas do filme na China, o filme, o diretor e Rowling foram novamente acusados de queerbaiting por apenas confirmar a sexualidade de Dumbledore de uma forma tão leve que seria fácil censurá-la de volta. A Warner Bros. defenderia os cortes em um comunicado à imprensa, alegando que estava apenas cumprindo a solicitação da autoridade cinematográfica local e que "o espírito do filme permanece intacto". Escrevendo para o MovieWeb, Hannah Scott abordou várias maneiras notáveis pelas quais a representação de Dumbledore no filme foi recebida de forma negativa pela comunidade LGBT, citando reclamações sobre a censura do filme pelo estúdio no exterior, bem como a observação de que "parece que o relacionamento deles só é mencionado porque tem de ser, e é retratado principalmente como um catalisador para a negatividade e o arrependimento".

## Comemoração
Em 2011, Dumbledore foi uma das oito figuras mágicas britânicas, que incluíam os magos Merlin (da lenda arturiana) e Rincewind (do Discworld de Terry Pratchett), e a Feiticeira Branca (de The Chronicles of Narnia), que foram comemorados em uma série de selos postais do Reino Unido emitidos pelo Royal Mail.[76]

## Na cultura popular
Dumbledore foi parodiado em vários esquetes e séries animadas:
- No episódio de 2006 de Os Simpsons "The Haw-Hawed Couple", Lisa pede a Homer que leia seu livro de Angelica Button para ela na hora de dormir. Homer, ao saber que o personagem Diretor Greystash morrerá (como Dumbledore fez em Half-Blood Prince), esconde o fato de Lisa inventando um final mais feliz, embora Lisa leia o final real e decida que o de Homer foi melhor.[83]
- Dumbledore também estrela o filme Potter Puppet Pals, de Neil Cicierega, no qual ele frequentemente se despe completamente, exceto pelo chapéu, aleatoriamente na história. Dumbledore também tende a usar a exclamação "Alas!" em um lugar aparentemente incorreto, parodiando o amor de Rowling por palavras incomuns. No episódio "Ron's Disease", Dumbledore revela ser "um androide gay".[84]
- Albus Dumbledore aparece em alguns episódios de Robot Chicken, com a voz de Seth Green. Em "Password: Swordfish", quando a ameaça da criatura da puberdade Pubertis é conhecida, Dumbledore dá a Harry uma pedra que pode ajudá-lo a combater Pubertis. Durante essa aparição, Dumbledore é um afro-americano que afirma ser interpretado por um ator diferente em cada um dos filmes. No confronto com Pubertis, Harry esfrega a pedra duas vezes, o que convoca fantasmas para socá-la. Quando chega a terceira vez, Dumbledore aparece e diz a Harry que a pedra só pode ser aquecida três vezes por dia (quatro se ele tirar uma semana de folga) e que Pubertis não pode ser destruída, pois vive em todos, assim como seu próprio demônio Wandus Limpus o impede de ter relacionamentos significativos. Em "I Love Her", Dumbledore diz aos alunos que o professor Snape sofreu um "pequeno acidente com poções" e contratou Criss Angel como professor substituto.
- Em 2003, a Comic Relief apresentou uma história falsa chamada Harry Potter and the Secret Chamberpot of Azerbaijan, na qual Dumbledore é retratado por Nigel Planer, que usava a barba e o traje do falecido Richard Harris.[85][86]
- Dumbledore também aparece em um dos esquetes de Harry Bladder em All That, representado pelo antigo personagem de Kenan Thompson, o diretor Williame Banes Pimpell (que apareceu como diretor Pimpell).
- Após a revelação da sexualidade de Dumbledore, a comédia americana Saturday Night Live apresentou um esquete com Rowling (interpretada por Amy Poehler) mostrando "cenas deletadas" de Harry Potter and the Prisoner of Azkaban em que Dumbledore (interpretado por Bill Hader) age de forma estereotipadamente gay.[87]
- Em A Very Potter Musical (2009), Dumbledore é interpretado pelo ator Dylan Saunders.